# 黃贊禹
黃贊禹（1801年—1869年），字襄臣，号都庭。江西庐陵县（今吉安市）人，清朝政治人物。

## 生平
黃贊禹於道光二十年（1840年）中式庚子科進士。道光二十一年（1841年）正月出任順天府固安縣知縣。。历任抚宁县、大兴县知县，擢兵部郎中。晚年辞官，于乡里私塾执教。同治八年（1869年）卒。

## 家族
弟黄赞汤，广东巡抚。